# Jezioro Berzyńskie
Jezioro Berzyńskie – jezioro w woj. wielkopolskim, w pow. wolsztyńskim, w gminie Wolsztyn, leżące na terenie Równiny Nowotomyskiej.

## Morfologia
Leży w południowo-zachodniej części miasta Wolsztyn. Przez jezioro przepływa rzeka Dojca.
Powierzchnia zwierciadła wody według różnych źródeł wynosi od 316,5 ha do 330,8 ha.
Zwierciadło wody położone jest na wysokości 57,8 m n.p.m. lub 58,6 m n.p.m. Średnia głębokość jeziora wynosi 2,4 m, natomiast głębokość maksymalna 4,5 m.
Powierzchnia zlewni całkowitej jeziora wynosi 210,9 km².

## Czystość wód
W oparciu o badania przeprowadzone w 2003 roku wody jeziora zaliczono do wód pozaklasowych i poza kategorią podatności na degradację. W 1998 roku wody jeziora zaliczono do III klasy czystości.

## Przyroda
Nad jeziorem gniazdują następujące gatunki ptaków: bąk zwyczajny, bączek zwyczajny, gęś gęgawa, perkoz dwuczuby, łyska, perkozek, kokoszka, wodnik zwyczajny, kropiatka, kaczka krzyżówka, zielonka, głowienka zwyczajna, błotniak stawowy, dzięcioł duży, dzięciołek, remiz, rudzik, słowik rdzawy, sikora modra, sikora bogatka, wąsatka, trzciniak, łozówka, kukułka, zimorodek, raniuszek, łabędź niemy i trzcinniczek zwyczajny. Z ryb w jeziorze żyją: okoń, płoć, wzdręga, ukleja, lin, karp, sandacz, szczupak, węgorz, krąp, leszcz, sum i piskorz. Na połów niektórych ryb obowiązują limity, a w ogóle nie wolno łowić różanki pospolitej, piskorza, kozy pospolitej i śliza.